# Bismarck (slagskepp)
För andra betydelser, se Bismarck (olika betydelser).
Bismarck (tyska: [ˈbɪsmaʁk]), sjösatt 14 februari 1939, var det första av de två slagskeppen av Bismarck-klass som byggdes för Nazitysklands Kriegsmarine. Det hade ett deplacement på 43 978 ton (fullt utrustad låg skeppet på 51 760 ton), huvudbestyckningen utgjordes av åtta stycken 38 cm kanoner och besättningen bestod av 2 065 man, men utökades till över 2 200. Den 24 augusti 1940 var Bismarck färdig att sättas i drift. Då det gick till sjöss i maj 1941 var det ett dödligt hot mot den atlantiska konvojtrafiken. Det sänktes i strid med den brittiska flottan 27 maj 1941. Fartygets namn är en hyllning till Otto von Bismarck.

## Konstruktion

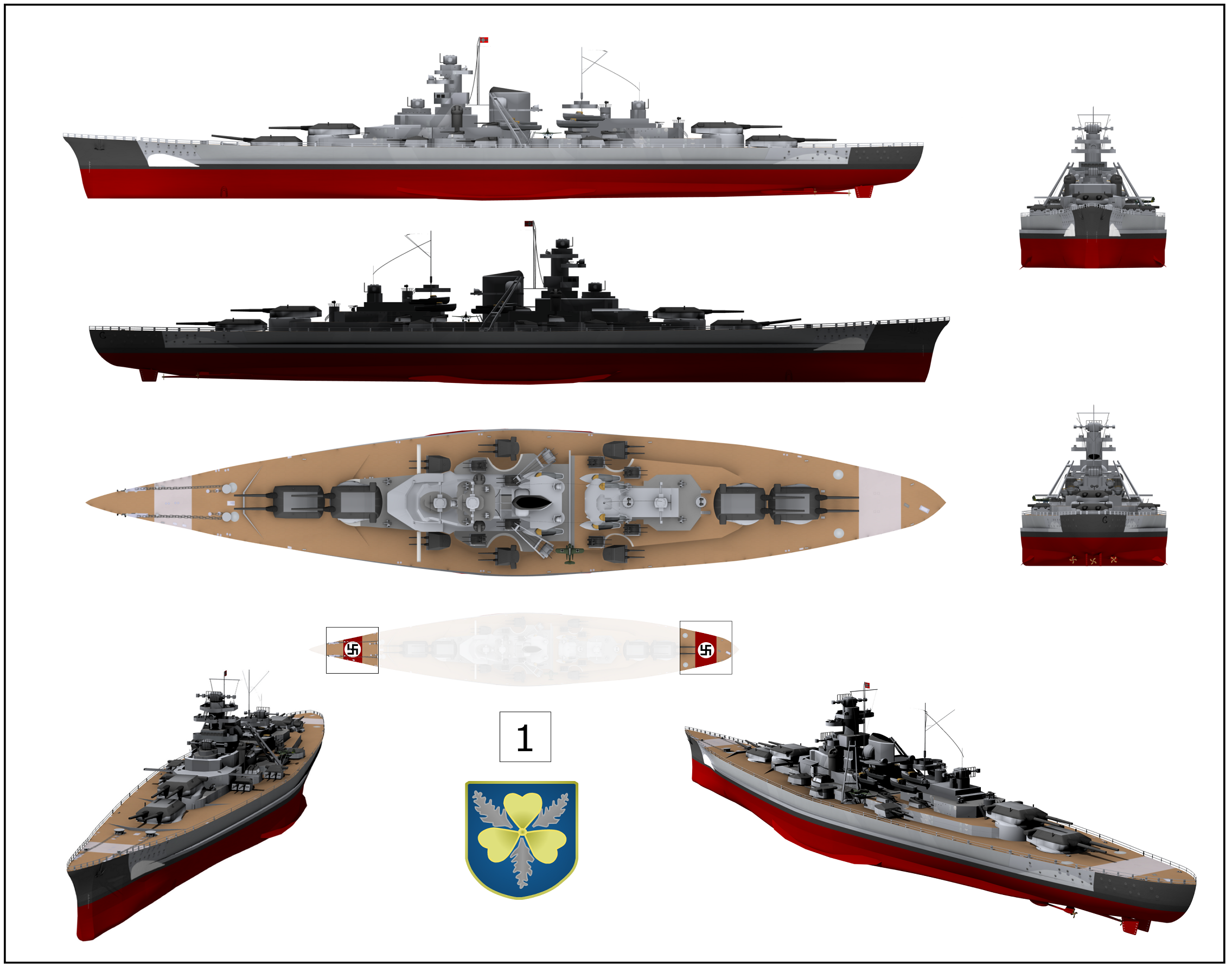
Bismarck utseende vid seglats från Norge i maj 1941.

### Bestyckning
Huvudartilleriet bestod av åtta 38 cm SK C/34 kanoner fördelade på fyra torn. En pjäs vägde 111 ton och varje torn vägde 1 056 ton. Tornens båda kanoner kunde eleveras, laddas och avfyras oberoende av varandra. Slutstycket utgjordes av en horisontell kilmekanism. Utgångshastigheten var 820 m/s och projektilerna vägde 800 kg. Största elevation var 30°, vilket gav en skottvidd av 36 520 meter. Eldhastigheten var två till tre skott per minut från varje eldrör (ett varje 18:de sekund under perfekta omständigheter).
Sekundärt artilleri bestod av tolv 15 cm SK C/28 fördelade på sex dubbeltorn. Tornen var placerade bordvarts. Varje kanon vägde nio ton och ett torn vägde 116 ton. Eldhastigheten var sex till åtta skott per minut från varje eldrör. Projektilerna vägde 45 kg och hade en räckvidd på cirka 22 000 meter. Det tertiära artilleriet utgjordes av sexton 10,5 cm SK C/33 i dubbeltorn. Dessutom var fartyget beväpnat med sexton 3,7 cm C/30 luftvärnskanoner med en eldhastighet på ungefär 30 skott per minut, arton 2 cm luftvärnsautomatkanoner C/30 och C/38 som hade en eldhastighet på 200 skott per minut och eldrör.

## Personal

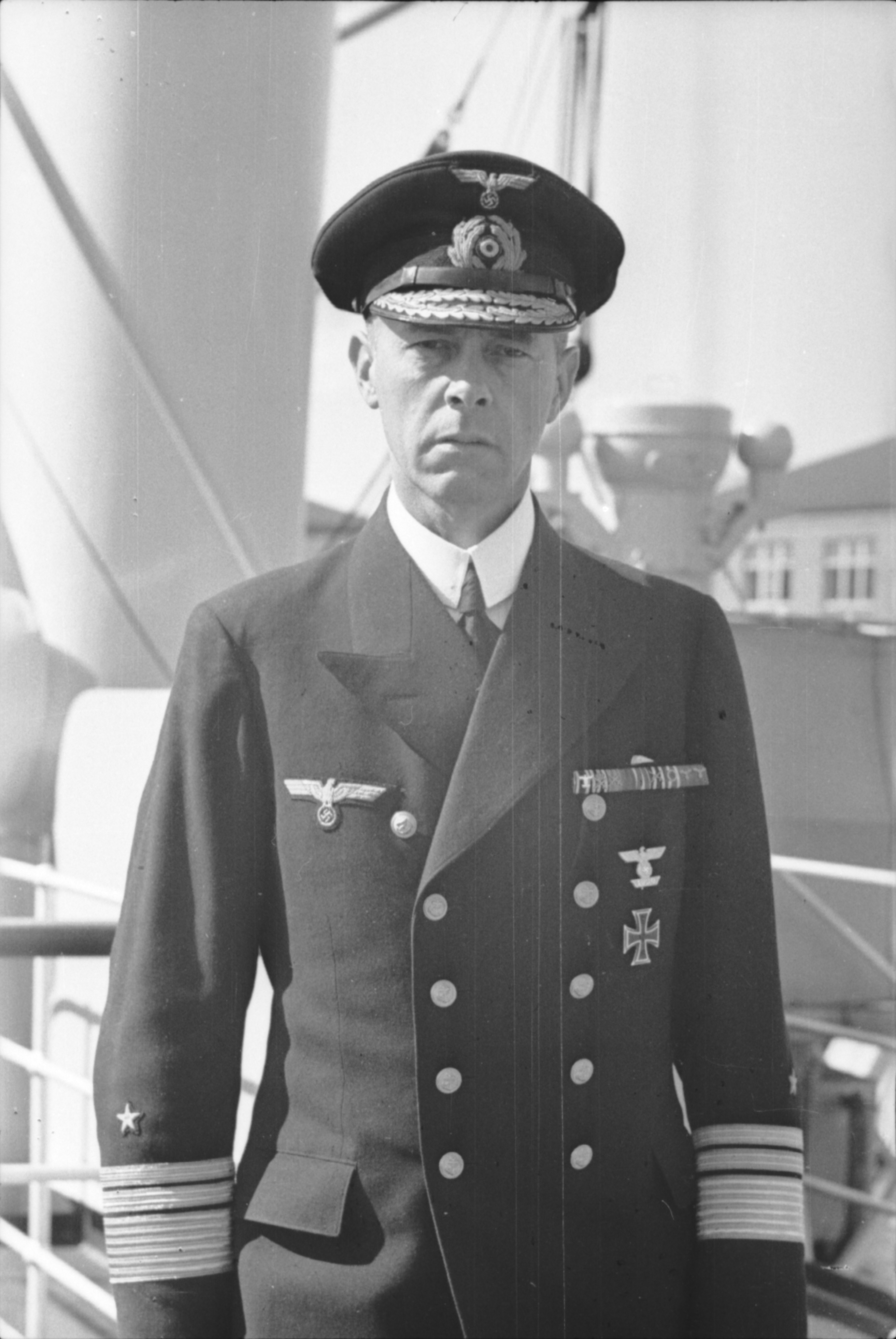
Kustflottans chef, amiral Günther Lütjens (här som viceamiral).

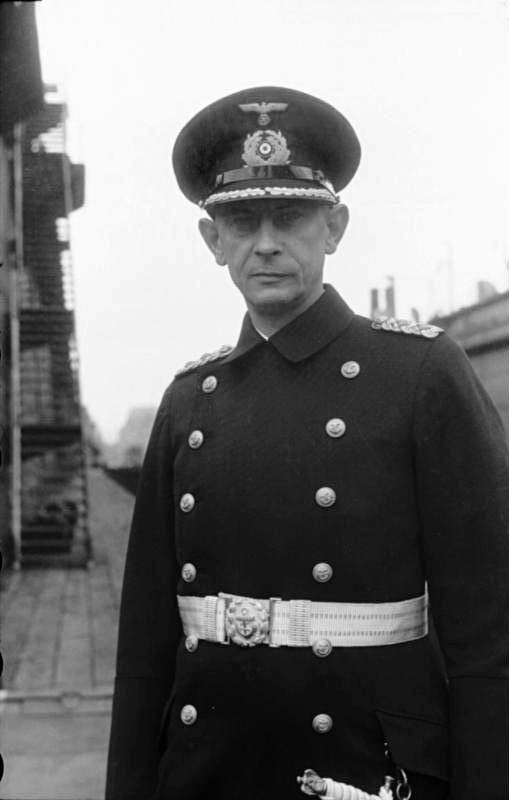
Fartygschefen, kommendör Ernst Lindemann.

- Chefen för den tyska ytflottan, amiral Günther Lütjens, hade Bismarck som flaggskepp och var ombord när det sänktes.[2]

### Flaggen
- Flaggkapten: Kommendör Harald Netzband.
- Förste flaggadjutant: Kommendörkapten 1. gr. Paul Ascher.
- Andre flaggadjutant: Kommendörkapten 1. gr.  Emil Melms.
- Stabsingenjör: Kommendörkapten 1. gr. (Ing.) Karl Thannemann.
- Fjärde flaggadjutant: Kommendörkapten 2. gr. Hans Nitzschke.
- Stabsläkare: Marinöverläkare med.dr. Hans-Releff Riege.
- Stabsauditör: Förste marinauditör jur.dr. Eduard Langer.
- Samverkansofficer Luftwaffe: Major Fritz Grohe.[2]

### Fartygets officerare
Bismarck hade 103 officerare och officerares vederlikar (inklusive flaggkadetter i officersbefattning) ombord.

#### Viktigaste befattningshavare
- Fartygschef: Kommendör Ernst Lindemann.
- Sekond: Kommendörkapten 1. gr. Hans Oels.
- Förste artilleriofficer: Kommendörkapten 2. gr Adalbert Schneider.
- Andre artilleriofficer: Kommendörkapten 2. gr Helmut Albrecht.
- Navigeringsofficer: Kommendörkapten 2. gr. Wolf Neuendorff.
- Fartygsingenjör: Kommendörkapten 2. gr. (Ing.) dipl.ing. Walter Lehmann.
- Personalofficer: Kommendörkapten 2. gr. Max Rollmann.
- Förbindelseofficer: Kommendörkapten 2. gr. Kurt-Werner Reichard.
- Elektroingenjör: Kommendörkapten 2. gr. (Ing.) Wilhelm Freytag.
- Fartygsläkare: Förste marinläkare med.dr. Hans Günther Busch.
- Fartygsintendent: Kommendörkapten 2. gr. (Int.) Rudolf Hartkopf.
- Fjärde artilleriofficer: Kapten Burkard Freiherr von Müllenheim-Rechberg.
- Luftförsvarsofficer: Kapten Karl Gellert.
- Förste vakthavande officer: Kapten Rudolf Troll.
- Förste flygofficer: Löjtnant Siegfried Mühling.
- Fartygsmeteorolog: Kommendörkapten 2. gr. fil.dr. Heinz Externbrink. [2] [3] [4]

#### Fördelning mellan personalkårer
- 52 vid sjöofficerskåren
- 14 vid mariningenjörskåren
- 5 vid marinläkarkåren
- 8 vid marintygkåren
- 4 vid marinartilleriet
- 6 vid marinintendenturkåren
- 1 vid marinsignalofficerskåren
- 3 marinintendenturtjänstemän
- 2 marintekniska tjänstemän
- 1 marinauditör
- 4 försvarstjänstemän i flaggen
- 2 försvarstjänstemän som stabsredaktörer
- 5 reservofficerare [5]

### Besättning
Bismarcks besättning bestod av 2 065 officerare, underofficerare och sjömän. Vid tiden för Bismarcks förlisning befann sig mer än 2 200 personer ombord, genom flaggen (se ovan), prisbesättningarna och stabsredaktörerna. 

#### Divisionsfördelning
Fartygets underofficerare och sjömän var för den inre tjänsten indelat i tolv divisioner, var och en med 180-220 sjömän:
- Division 1-4: artillerimatroser (fartygsartilleri).
- Division 5-6: artillerimatroser (luftvärnsartilleri).
- Division 7: ekonomimän, hantverkare.
- Division 8: vapensmeder.
- Division 9: signal- och radiomatroser.
- Division 10-12: eldare.[2]

#### Fördelning på yrkesavdelningar
Underofficerare och sjömän tillhörde följande yrkesavdelningar.
- 1 106 vid däcksavdelningen
- 596 vid maskinavdelningen
- 14 vid navigationsavdelningen
- Signalavdelningen
  - 40 signal
  - 72 radio
  - 5 fjärrskrift
- 20 vid timmermansavdelningen
- 37 ammunitionstekniker (fyrverkare)
- 106 vapensmeder
- 35 vid ekonomiavdelningen
- 24 i expeditionstjänst
- 28 i musikkåren
- 2 fartygsväblar
- 4 marinartillerister [5]

#### Civilanställda
Ett antal civilanställda servitörer, kockar, skomakare, frisörer, skräddare, marketentare och stuertar tjänstgjorde också på slagskeppet.

### Flyggruppen
Den flygande och flygtekniska personalen tillhörde, förutom två flygspanare från Kriegsmarine, Luftwaffe och utgjorde en flyggrupp, Bordfliegerkommando 1/196 BISMARCK. Den flygande personalen bestod av en löjtnant och tre fänrikar som flygspanare och två sergeanter och en furir som flygförare. Den flygtekniska personalen stod under befäl av en sergeant och bestod i övrigt av nio man. 

## Sänkningen

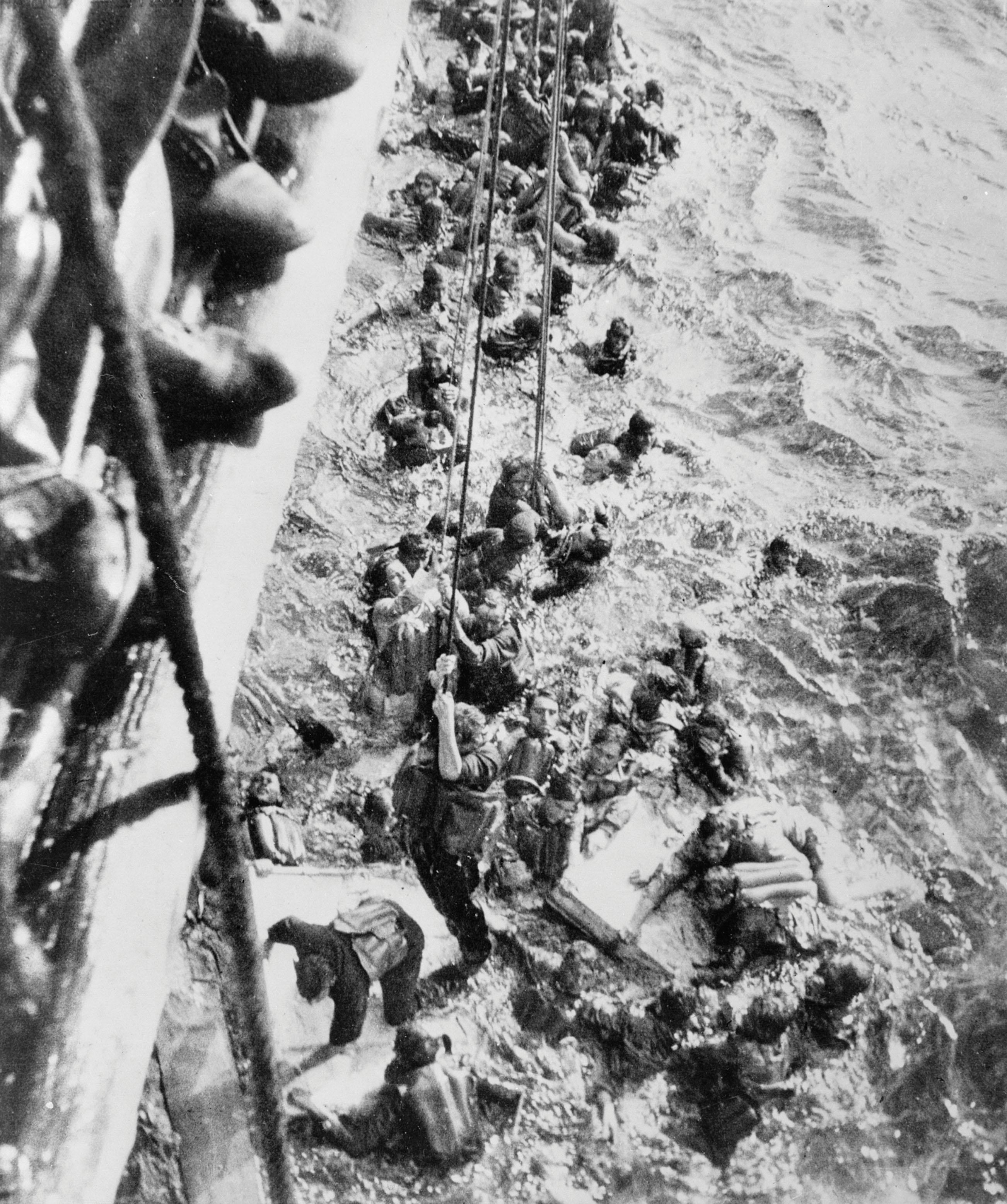
plockar upp Bismarcks besättning efter förlisningen.

Under en artilleriduell den 24 maj 1941 i Danmarkssundet väster om Island med två fartyg ur den brittiska flottan lyckades Bismarck sänka HMS Hood efter en träff midskepps på babords sida. En granat träffade en av Hoods ammunitionsdurkar, och den påföljande explosionen delade Hood i två bitar som sjönk inom tre minuter. Endast tre av dess besättningsmedlemmar överlevde. Efter detta fick slagskeppen Prince of Wales, King George V och Repulse, kryssarna Norfolk, Suffolk och Dorsetshire och hangarfartygen Victorious och Ark Royal samt ett antal jagare i uppdrag att förfölja och sänka Bismarck.
Efter att ett spaningsplan upptäckt Bismarck på morgonen den 26 maj attackerades skeppet sent samma kväll av 15 stycken Swordfish-torpedplan från hangarfartyget Ark Royal. Bismarck träffades av två eller tre torpeder, varav en träffade aktern och Bismarcks roder låstes i en vinkel som gjorde fartyget omöjligt att manövrera. Bismarck blev därigenom en lätt måltavla och på morgonen den 27 maj attackerades det manöverodugliga fartyget av slagskeppen Rodney och King George V, assisterade av kryssarna Norfolk och Dorsetshire. Enligt engelsmännen sänkte de henne efter en cirka två timmar lång eldstrid med såväl tung artillerield men framför allt torpedbeskjutning på kort avstånd från kryssaren Dorsetshire. Enligt tyska uppgifter sprängde tyskarna Bismarck på order av fartygschefen Kapitän zur See Ernst Lindemann, och/eller öppnade bottenventilerna.
Bismarck sjönk klockan 10.30 den 27 maj 1941. Av dess 2 065 besättningsmän överlevde endast 115. Bismarck ligger på 4 790 meters djup.

## I kulturen
Det svenska metalbandet Sabaton har gjort en låt som heter Bismarck som handlar om detta fartyg. Musikvideon till låten har ungefär 72 miljoner visningar på Youtube och låten har nästan 71 miljoner uppspelningar på Spotify. Låten släpptes den 17 maj 2019.